# Nogomet na Otočkim igrama 1999.
Gotland je 1999. bio domaćinom šestog izdanja nogometnog turnira na Otočkim igrama.
Pobijedila je momčad velškog otoka Angleseya (nom., velški: Ynys Môn).

## Natjecateljski sustav
Igralo se u dva dijela. U prvom dijelu se igralo u dvije skupine jednostrukom ligaškom sustavu, a u drugom dijelu natjecanja se igralo na ispadanje. Momčadi iz dviju skupina su se križale u borbama za plasman. 

## Sudionici
Sudjelovalo je 14 momčadi.
- Åland
- Frøya
- Gibraltar
- Grenland
- Gotland
- Guernsey
- Hitra
- Man
- Jersey
- Rodos
- Saaremaa
- Shetlandski otoci
- Wight
- Ynys Môn (Anglesey)

## Natjecanje

### Skupina 1
| Mjesto | Momčad    | Ut | Pb | N | Pz | Ps | Pr | RP | Bod |
| 1.     | Jersey    | 2  | 2  |   |    | 6  | 1  | 5  | 6   |
| 2.     | Åland     | 2  | 1  | 0 | 1  | 2  | 2  | 0  | 3   |
| 3.     | Gibraltar | 2  | 0  | 0 | 2  | 2  | 7  | -5 | 0   |
| ------ | --------- | -- | -- | - | -- | -- | -- | -- | --- |

### Skupina 2
| Mjesto | Momčad            | Ut | Pb | N | Pz | Ps | Pr | RP  | Bod |
| 1.     | Man               | 3  | 2  | 1 | 0  | 19 | 5  | 14  | 7   |
| 2.     | Gotland           | 3  | 2  | 1 | 0  | 18 | 6  | 12  | 7   |
| 3.     | Shetlandski otoci | 3  | 1  | 0 | 2  | 6  | 6  | 0   | 3   |
| 4.     | Hitra             | 3  | 0  | 0 | 3  | 2  | 29 | -27 | 0   |
| ------ | ----------------- | -- | -- | - | -- | -- | -- | --- | --- |

### Skupina 3
| Mjesto | Momčad   | Ut | Pb | N | Pz | Ps | Pr | RP  | Bod |
| 1.     | Wight    | 3  | 3  | 0 | 0  | 19 | 5  | 14  | 9   |
| 2.     | Grenland | 3  | 2  | 0 | 1  | 9  | 10 | -1  | 6   |
| 3.     | Frøya    | 3  | 1  | 0 | 2  | 7  | 10 | -3  | 3   |
| 4.     | Saaremaa | 3  | 0  | 0 | 3  | 3  | 14 | -11 | 0   |
| ------ | -------- | -- | -- | - | -- | -- | -- | --- | --- |

### Skupina 4
| Mjesto | Momčad   | Ut | Pb | N | Pz | Ps | Pr | RP | Bod |
| 1.     | Ynys Môn | 2  | 0  | 2 | 0  | 2  | 2  | 0  | 2   |
| 2.     | Rodos    | 2  | 0  | 2 | 0  | 1  | 1  | 0  | 2   |
| 3.     | Guernsey | 2  | 0  | 2 | 0  | 1  | 1  | 0  | 2   |
| ------ | -------- | -- | -- | - | -- | -- | -- | -- | --- |

## Za 13. mjesto
1. srpnja, stadion Dalhelms IP
| Hitra | - | Saaremaa | 2:1 |

## Za 9. – 12. mjesto
1. srpnja, stadion Väskinde
| Guernsey | - | Frøya | 4:2 |

1. srpnja, stadion Norrbacka IP
| Shetlandski otoci | - | Gibraltar | 3:2 |

### Za 11. mjesto
2. srpnja, stadion Norrbacka IP
| Gibraltar | - | Frøya | 5:1 |

### Za 9. mjesto
2. srpnja, stadion Visborgsvallen
| Guernsey | - | Shetlandski otoci | 6:5 |

## Za 5. – 8. mjesto

### Doigravanje
1. srpnja, stadion Fårösund
| Grenland | - | Rodos | 0:2 |

1. srpnja, stadion Fardhem
| Åland | - | Gotland | 4:1 |

### Za 7. mjesto
1. srpnja, stadion Norrbacka IP
| Gotland | - | Grenland | 7:2 |

### Za 5. mjesto
2. srpnja, stadion Visborgsvallen
| Rodos | - | Åland | 3:2 |

## Za odličja

### Poluzavršnica
| 1. srpnja, stadion Visborgsvallen |   |          |     |
| Wight                             | - | Ynys Môn | 1:3 |
| 1. srpnja, stadion Gutavallen     |   |          |     |
| Man                               | - | Jersey   | 1:0 |

### Za brončano odličje
2. srpnja, stadion Gutavallen
| Wight | - | Jersey | 2:0 |

## Završnica
2. srpnja, stadion Gutavallen
| Ynys Môn | - | Man | 1:0 |

| Prvaci na Otočkim igrama 1999.  |
| ------------------------------- |
| Ynys Môn (Anglesey) Prvi naslov |